# Честер (Монтана)
Честер (англ. Chester) — город и административный центр округа Либерти в штате Монтана в Соединённых Штатах Америки.
Согласно данным переписи населения США 2020 года число жителей города 
составляло 847 человек, ровно столько же, сколько было во время предыдущей переписи, проводившейся в 2010 году.

## История
Племена коренных американцев (черноногие, пикани и кайна) мигрировали в этот район по Старой Северной тропе в начале XVIII века.

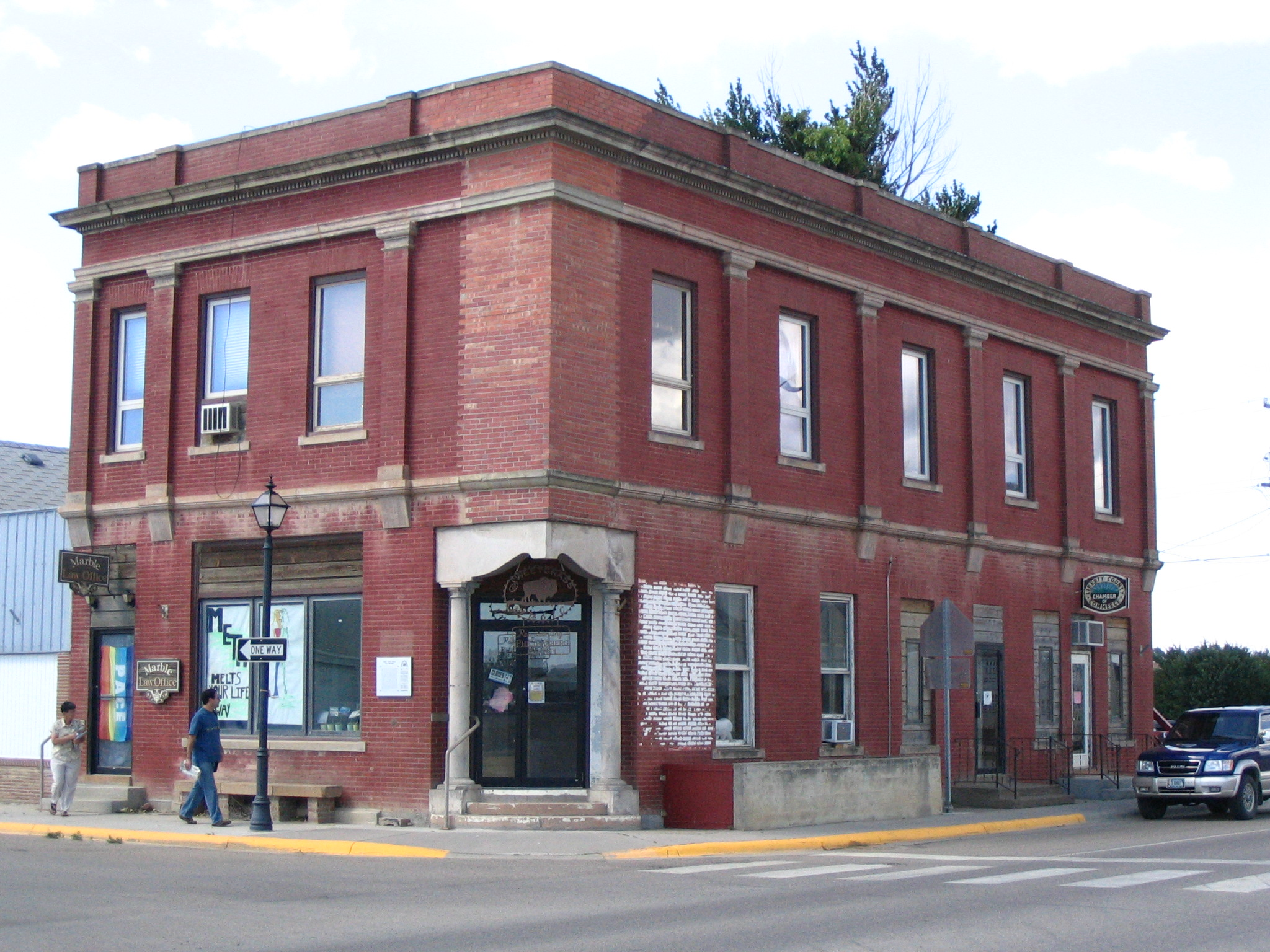
Здание Первого банка штата Монтана

Экспедиция Льюиса и Кларка прошла через этот район, обойдя озеро Элвелл и реку Мариус в июле 1806 года. Мериуэзер Льюис записал в своем журнале, что «в радиусе 2 миль вокруг этого места обитало не менее 10 тысяч бизонов». Джеймс Карнеги, 9-й граф Саутеск во время своей экспедиции в 1859 году в этот район согласился с этим, когда сказал, что «насколько мог видеть глаз, эти равнины были покрыты стаями бизонов; тысячи и тысячи постоянно были на виду».
С прибытием золотоискателей в этот район и бурным развитием железной дороги 22 ноября 1895 года было открыто первое отделение Почтовой службы США. Честер был включён в реестр штата и официально получил статус города в 1910 году, в том же году, когда было построено новое железнодорожное депо. Его название было выбрано первым телеграфистом города, который названо его в честь своего родного города в штате Пенсильвания.
В 1997 году здание Первого банка штата Монтана в Честере было нанесено в Национальный реестр исторических мест США.

## География
Согласно данным Бюро переписи населения США, общая площадь города составляет 0,48 квадратных мили (1,24 км2), вся территория представляет собой сушу. Он расположен недалеко от центра Золотого треугольника Монтаны.

## Климат
В городе Честере полузасушливый климат с длинной, холодной, сухой зимой и коротким, жарким, более влажным летом, который, согласно системе классификации климатов Кёппена, на климатических картах сокращённо обозначается аббревиатурой «BSk». Этот тип полузасушливого климата представляет собой сухую континентальную разновидность с температурами, аналогичными более влажным климатам, хотя и с меньшим количеством осадков.